# Johnsonina
Johnsonina is een monotypisch geslacht van straalvinnige vissen uit de familie van driepootvissen (Triacanthodidae).

## Soort
- Johnsonina eriomma Myers, 1934